# (6693) 1986 CC2
A (6693) 1986 CC2 a Naprendszer kisbolygóövében található aszteroida. Henri Debehogne fedezte fel 1986. február 12-én.